# Bangka-Plumplori
Der Bangka-Plumplori (Nycticebus bancanus) ist ein Feuchtnasenprimat aus der Gattung der Plumploris, der auf der indonesischen Insel Bangka, nach der er benannt wurde, sowie im Südwesten von Borneo vorkommt. 

## Merkmale
Bangka-Plumploris erreicht eine durchschnittliche Kopf-Rumpf-Länge von 25,8 cm und gleicht in seiner Körperform allen anderen Plumploris. Charakteristisches Merkmal der Art ist Farbe und Form der dunkelbraunen Gesichtsmaske rund um die Augen und die diffus-kantige Form der dunklen Partien oberhalb der Augen. Die Gesichtsmaske reicht nach unten nicht bis zu den Jochbögen. Zwischen den Augen findet sich ein breiter, weißer Streifen. Die Ohren sind haarig, das farbige Band vor den Ohren ist schmal. Der breite Fellstreifen auf dem Rücken ist auffallend purpurrot.

## Verbreitung
Der Bangka-Plumplori lebt auf Bangka und im südwestlichen Borneo (Kalimantan Barat und Kalimantan Tengah) südlich des Kapuas und östlich des Barito. Auf Bangka ist er die einzige Plumploriart. Da es nicht sicher ist, ob der Kapuas sein Verbreitungsgebiet unüberwindbar von dem von Nycticebus borneanus trennt, könnte sich das Verbreitungsgebiet des Bangka-Plumploris teilweise mit dem von Nycticebus borneanus überlappen.

## Weblink
- Nycticebus bancanus in der Roten Liste gefährdeter Arten der IUCN 2021.3. Eingestellt von: Nekaris, K.A.I. & Marsh, C., 2020. Abgerufen am 8. April 2022.